# ハンサムケンヤ
ハンサムケンヤ（1987年10月30日 - ）は、京都を拠点に活動するシンガーソングライター
。自らの歌手活動に加え、アイドルグループきのホ。の楽曲制作も行なっている。

## 来歴
熊本県出身。子どもの頃からピアノやギター、ベースに親しみ、高校生でバンドを結成。熊本県高校生バンドコンテストに出場し準優勝する
。浪人時代にマルチトラック・レコーダーに出会い作曲にのめり込む。

### 古都レコード設立とインディーズ時代（2007年〜）
2007年、立命館大学への進学に伴い京都へ移住。2009年に大学の友人とバンド「京都ハンサムズ」を結成し音楽活動を開始。
2011年、バンド仲間の新井ポテトがハンサムケンヤの才能に惚れ込み、その歌を世に広めるためにインディーズレーベル「古都レコード」を設立。大学卒業後に古都レコードからミニアルバム『これくらいで歌う』をリリース
。表題曲『これくらいで歌う』のMVは映像作家の椙本晃佑（現表記：杉本晃佑）が作成し、数々の映像コンペティションで受賞を果たす
。
クオリティの高いMVや高い音楽センスが話題となり、無名の新人歌手ながらサブカル系雑誌「Quick Japan」にて異例の3か月連続の大特集が組まれ、新世代アーティストとして注目を集めた
。

### メジャーデビューと多様な音楽活動（2012年〜）
2012年、ビクターエンタテインメントからシングル曲『カサブタ』『集積ライフ』を発売しメジャーデビューを果たす
。続くアルバム『ゴールデンマッシュ』『ブラックフレーム』では、漫画家浅野いにおとアニメ制作会社ガイナックスがそれぞれのアルバムジャケットを手がけたことが話題となる。
2014年には楽曲『とおりゃんせ』がテレビ東京 「ゴッドタン」のエンディングテーマに起用され、2016年には若手芸人発掘番組「新しい波24」に初の"アーティスト枠"として出演。2019年には米子ガイナックス制作のアニメ「ガイナタマガー」の主題歌に『滑走路』を書き下ろすなど

、活動の幅を広げていった。
2020年、新型コロナウイルス感染拡大の影響により不況に陥った京都のライブハウスを支援する為にクラウドファウンディングを企画。無観客ライブの配信イベントを行い約100万円の支援金を集め、その一部を京都のライブハウスへと寄付した。

### きのホ。の楽曲制作（2021年〜）
2021年、所属事務所である古都レコードによる京都発のアイドルプロジェクトが立ち上がった。ハンサムケンヤが楽曲制作をするグループである事を売りにしてメンバーオーディションを開催し、アイドルグループきのホ。を結成。きのホ。の全楽曲をハンサムケンヤが手がけ、現在では40曲以上の楽曲を作成している
。
楽曲制作だけにとどまらず、きのホ。主催の音楽フェスにハンサムケンヤとしてライブ出演したり
、きのホ。のライブにバックバンドとして参加するなど
、同事務所のアーティストとして多様な共演を行っている。

## その他
2023年11月、X(旧Twitter)にて入籍した事を発表。2025年4月には娘が誕生した。

## ディスコグラフィー
※「メジャー」と付いているものはビクターエンターテイメントより発売。それ以外は古都レコードより発売。

### その他
レンタルタダヤTSUTAYA限定無料レンタルCD & DVD作品として2012年9月5日リリース。CDS-3059。CDには「集積ライフ」、「これくらいで歌う」、「決心速度」の3曲を収録。DVDには「集積ライフ」、「決心速度」、「これくらいで歌う」とオリジナルアニメ『ハード・サーモンズ・ナイト』を収録。

## ミュージックビデオ
ハンサムケンヤのミュージックビデオは計14本全てを映像作家の椙本晃佑（現表記：杉本晃佑）が作成している。
| 監督     | 曲名 |
| -------- | --- |
| 椙本晃佑 | 「これくらいで歌う」「蟲の溜息」「決心速度」「アラハラ」「この街の歩き方」「集積ライフ」「テヌート」「劣等感ビート」「とおりゃんせ」「トワイライダー」「ランダム」「アパシー」「REDBULL」「黒う白」 |